# Juan Angeloni
Juan Diego Angeloni (24 de junho de 1978) é um atirador argentino e medalhista pan-americano no Rio 2007.